# Compsosoma v-notatum
Compsosoma v-notatum är en skalbaggsart som först beskrevs av Nicholas Aylward Vigors 1825.  Compsosoma v-notatum ingår i släktet Compsosoma och familjen långhorningar. Inga underarter finns listade i Catalogue of Life.